# Celle
Celle (phát âm tiếng Đức: [ˈtsɛlə]) là thị xã, huyện lỵ huyện Celle, trong bang Niedersachsen, nước Đức. Đô thị Celle có diện tích 176,01 km². Dân số cuối năm 2007 là 71.185 người. Thị xã nằm bên sông Aller, một sông nhánh của Weser. Celle là cửa ngõ phía nam vào Lüneburg Heath. Thị xã có một lâu đài (Schloss Celle) có phong cách Phục hưng và Baroque và một trung tâm phố cổ với 400 ngôi nhà gỗ.
Thị xã Celle có cự ly khoảng 40 kilômét (25 mi) về phía đông bắc Hanover, 60 kilômét (37 mi) về phía tây bắc Brunswick và 120 kilômét (75 mi) về phía nam Hamburg. Thị xã này lớn thứ nhì ở bang Lower Saxon giữa Hanover và Hamburg.

## Kết nghĩa
- Sumy, Ukraina.[1]
- Celle Ligure, Italia
- Hämeenlinna, Phần Lan
- Holbæk, Đan Mạch
- Kwidzyn, Ba Lan
- Meudon, Pháp
- Tavistock, Anh
- Tyumen, Nga
- Tulsa, Hoa Kỳ
- Mazkeret Batya, Israel